# Aurelio Galleppini

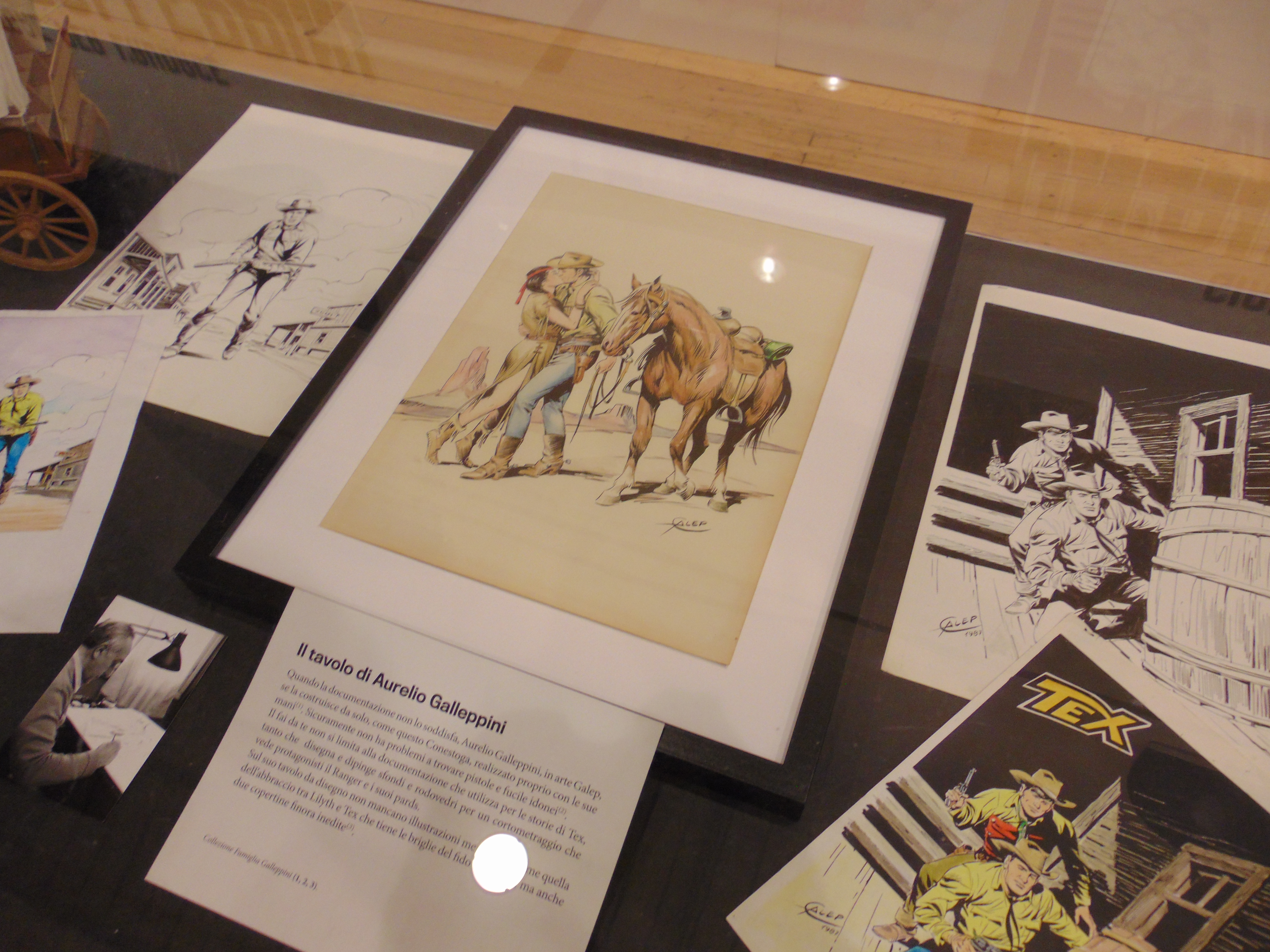
Dibujos de Tex realizados por Galleppini.

Aurelio Galleppini, más conocido por su seudónimo de Galep (Casale di Pari, Italia, 28 de agosto de 1917 - Chiavari, Italia, 10 de marzo de 1994) fue un dibujante de historietas, ilustrador y pintor italiano. Es famoso por crear, junto a Gian Luigi Bonelli, el personaje de Tex Willer, protagonista de la historieta más duradera, vendida y popular en su país.

## Biografía
Aunque nació en un pequeño pueblo toscano, en la provincia de Grosseto, pasó casi toda su juventud en la isla de Cerdeña, de donde procedían sus padres. Siendo muy joven, se dedicó al dibujo y a la pintura como autodidacta y a sus 18 años colaboró con una casa alemana de proyectores, realizando dibujos para películas de animación.
En 1936, comenzó a dibujar cuentos de hadas para la revista Mondo Fanciullo. Desde 1937 a 1939 ilustró cuatro cuentos para Modellina; además, dibujó algunas portadas de Il Mattino Illustrato y la historia "Il segreto del motore" de Andrea Lavezzolo. Colaboró con Mondadori dibujando las historietas "Pino il mozzo" y "Le perle del mar d’Oman", escritas por Federico Pedrocchi. En 1940, se mudó a Florencia, donde trabajó para la editorial Nerbini ilustrando (y, a veces, también escribiendo) varios cómics publicados en la revista L'Avventuroso. Durante esa época, Galep tuvo problemas con la censura del régimen fascista, por lo que se alejó, momentáneamente, de las historietas.
Tras la guerra, se dedicó a las actividades de pintor, diseñador de carteles y profesor de dibujo. En 1947, volvió a dibujar historietas para la revista L'Intrepido. Ilustró libros como El vizconde de Bragelonne, Las aventuras del barón Munchausen, Las mil y una noches, Los tres mosqueteros y una versión en historieta de Pinocho. A finales del mismo año fue contactado por la editorial L'Audace (la actual Sergio Bonelli Editore), para dibujar dos cómics escritos por Gian Luigi Bonelli: Occhio Cupo y Tex. Desde 1948, Galep se dedicó casi exclusivamente a Tex, dibujando todas las historias de los primeros años y siendo el único portadista de la serie hasta febrero de 1994, año de su muerte. En 1977 realizó "L'uomo del Texas", con guion de Guido Nolitta (seudónimo de Sergio Bonelli), para la serie Un uomo un'avventura.